# Liste der Eisschnelllaufweltrekorde über 100 Meter Frauen
Diese Liste enthält alle von der Internationalen Eislaufunion anerkannten Weltrekorde im Eisschnelllauf über 100 Meter der Frauen.
| Nr.                                                         | Sportlerin        | Zeit  | Datum             | Ort                            | Besonderheiten | Bestand              |
| ----------------------------------------------------------- | ----------------- | ----- | ----------------- | ------------------------------ | -------------- | -------------------- |
| 1                                                           | Swetlana Schurowa | 10,31 | 10. Januar 2003   | Utah Olympic Oval              | H III, Bh, Ek  | 4 Jahre und 53 Tage  |
| 2                                                           | Jenny Wolf        | 10,28 | 4. März 2007      | Olympic Oval                   | H III, Bh, Ek  | 287 Tage             |
|                                                             | Jenny Wolf        | 10,13 | 16. November 2007 | Olympic Oval                   | H III, Bh, Ek  | 500 Meter-Angang     |
| 3                                                           | Jenny Wolf        | 10,22 | 16. Dezember 2007 | Gunda-Niemann-Stirnemann-Halle | H I, Bh, Ek    | 1 Jahr und 81 Tage   |
| amtierende Eisschnelllauf-Weltrekordhalterin über 100 Meter |                   |       |                   |                                |                |                      |
| 4                                                           | Jenny Wolf        | 10,21 | 7. März 2009      | Utah Olympic Oval              | H III, Bh, Ek  | 16 Jahre und 18 Tage |

Inoffizielle Bestleistung.
- Stand: 27. September 2013[1]

Die Kürzel in „Besonderheiten“ bedeuten:
- H = Höhenlage der Bahn; H I = bis 500 Meter, H II = über 500 Meter, H III = über 1000 Meter
- B = Anlage der Bahn; Bf = Freiluft (offen), Bh = Hallenbahn, Bm = mix (Halboffen, Überdachte Laufbahn)
- E = Eis; Ek = Künstlich (Kühlsystem), En = Natureis (ohne technisches Kühlsystem)